# Sälgen
Sälgen är en sjö i Timrå kommun i Medelpad och ingår i Indalsälvens huvudavrinningsområde. Sjöns area är 0,0127 kvadratkilometer och den befinner sig 142 meter över havet.